# Kołaczkowice (województwo świętokrzyskie)
Kołaczkowice – wieś w Polsce, położona w województwie świętokrzyskim, w powiecie buskim, w gminie Busko-Zdrój.
Do 1954 roku siedziba gminy Szczytniki, w latach 1954–1972 wieś należała i była siedzibą władz gromady Kołaczkowice, następnie do 1976 roku gminy Kołaczkowice. W latach 1975–1998 miejscowość administracyjnie należała do województwa kieleckiego.
Miejscowość znajduje się na odnowionej trasie Małopolskiej Drogi św. Jakuba z Sandomierza do Tyńca, która to jest odzwierciedleniem dawnej średniowiecznej drogi do Santiago de Compostela.

## Integralne części wsi
| SIMC    | Nazwa      | Rodzaj    |
| ------- | ---------- | --------- |
| 0231946 | Biała      | część wsi |
| 0231952 | Biała Góra | część wsi |
| 0231969 | Błonie     | część wsi |
| 0231975 | Na Glinie  | część wsi |
| 0231981 | Ociesławka | część wsi |
| 0231998 | Palestyna  | część wsi |
| 0232006 | Podgórze   | część wsi |
| 0232012 | Przedewsie | część wsi |
| 0232029 | Stara Wieś | część wsi |
| 0232035 | Wesoła     | część wsi |
| 0232041 | Wołyń      | część wsi |

## Historia
W 1783 r. Kołaczkowice były własnością wojewodziny wołyńskiej Anny z Sapiehów Sanguszkowej.
Od 1929 roku działa Ochotnicza Jednostka Straży Pożarnej, jedna z 19 w gminie Busko-Zdrój. Jest wyposażona w motopompę. W Kołaczkowicach mieści się Ośrodek Zdrowia

## Szkoła podstawowa
We wsi znajduje się Szkoła Podstawowa im. Batalionów Chłopskich założona w 1863 roku. Początkowo sala szkolna i mieszkanie dla nauczycieli mieściły się w budynku wspólnym z zarządem gminy. Do szkoły uczęszczały dzieci z Kołaczkowic, Janiny, Ruczynowa, Strzałkowa, Szczytnik i Zaborza. W roku 1911 został zbudowany specjalny budynek szkolny, w którym mieściła się jedna izba szkolna o powierzchni 82 m² i mieszkanie dla nauczycieli. W roku 1934 zbudowano drugi budynek drewniany o 4 salach szkolnych, który w okresie okupacji został przez Niemców prawie zupełnie zdewastowany – pod budynkiem szkolnym wykopano bunkier, a w jednej z klas urządzono łaźnię dla żołnierzy. Obecna siedziba szkoły to rezultat akcji 1000 szkół na 1000-lecie Państwa Polskiego.